# Open 13 2001 - Qualificazioni doppio
Le qualificazioni del doppio dell'Open 13 2001 sono state un torneo di tennis preliminare per accedere alla fase finale della manifestazione. I vincitori dell'ultimo turno sono entrati di diritto nel tabellone principale. In caso di ritiro di uno o più giocatori aventi diritto a questi sono subentrati i lucky loser, ossia i giocatori che hanno perso nell'ultimo turno ma che avevano una classifica più alta rispetto agli altri partecipanti che avevano comunque perso nel turno finale.
Le qualificazioni del doppio del torneo Open 13 2001 prevedevano 2 coppie partecipanti di cui una è entrata nel tabellone principale.

## Teste di serie
1. Julien Cuaz /  Jean-René Lisnard (ultimo turno)

1. Lionel Roux /  Cyril Saulnier (Qualificati)

## Tabellone

### Legenda
| - Q = Qualificato - WC = Wild card - LL = Lucky loser | - ALT = Alternate - SE = Special Exempt - PR = Protected Ranking | - w/o = Walkover - r = Ritirato - d = Squalificato |

|  | Finale |                               |    |   |   |  |
|  |        |                               |    |   |   |  |
|  | 2      | Lionel Roux Cyril Saulnier    | 7  | 1 | 6 |  |
|  | 1      | Julien Cuaz Jean-René Lisnard | 65 | 6 | 1 |  |